# Joaquín Amaro Domínguez

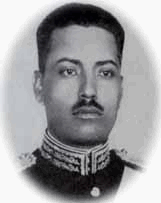
General Joaquín Amaro

José Joaquín Amaro Domínguez (Sombrerete, México, 18 de agosto de 1889-Pachuca de Soto, 15 de marzo de 1952) fue un militar y político mexicano que participó en la Revolución mexicana y se desempeñó como secretario de Guerra y Marina durante los gobiernos de Plutarco Elías Calles y Emilio Portes Gil entre 1924 y 1929 y de Pascual Ortiz Rubio de 1929 a 1931.

## Inicios
Nació en la hacienda de Corrales de Abrego, municipio de Sombrerete, Zacatecas, el 16 de agosto de 1889. Sus padres fueron Antonio Amaro Guerrero y María de los Ángeles Domínguez Rodríguez, de ascendencia indígena; fue bautizado el 1 de septiembre en la iglesia de San Andrés Apóstol, en Jiménez del Teúl. Su padre luchó al lado de Luis Moya, primer Jefe Maderista en Zacatecas. En febrero de 1911 se incorporó a la lucha maderista en las fuerzas comandadas por Domingo Arrieta, operando en Durango; posteriormente pasó a las filas del cuerpo de rurales de Gertrudis G. Sánchez. En 1912 fue enviado a combatir a los zapatistas; por sus acciones, fue ascendido a cabo primero de rurales.

## Constitucionalismo
Cuando Victoriano Huerta asumió el poder en febrero de 1913 Joaquín Amaro tomó las armas, y adquirió pronto gran fama entre los militares michoacanos. Operaba dentro de las fuerzas de Gertrudis G. Sánchez, aliadas con las de  Martín Castrejón. En mayo derrotó, junto con  Rafael M Pedrajo, a los federales en la Cuesta de los Pinzanes, y más tarde atacó Puruándiro, Uruapan, Zitácuaro y Zinapécuaro. Fue decisivo en el triunfo constitucionalista en Michoacán.[cita requerida]
A partir de la escisión revolucionaria, se alió a las fuerzas convencionistas, aunque por muy poco tiempo. Cuando los villistas invadieron Michoacán, Amaro y sus fuerzas se replegaron hacia el sur. Ya otra vez como carrancista, recuperó Silao. Con esta y otras batallas, los “Rayados” de Amaro, llamados así pues usaban uniformes de las prisiones de San Juan de Ulúa, cobraron fama nacional. Joaquín Amaro y sus tropas quedaron incorporados al Ejército de Operaciones comandado por el general Álvaro Obregón. Al frente de cuatro mil “Rayados”, que formaban la 5.ª. División del Ejército Obregonista, participó en la Batalla de Celaya, donde hizo un brillante papel.[cita requerida]
En 1916, combatió en Morelos y en el Distrito Federal (hoy Ciudad de México) contra los zapatistas, llevando a cabo una de las más grandes ignominias registradas en la historia de México: la masacre de pobladores de Villa Milpa Alta el 15 de octubre, donde se asesinó sumariamente a más de cien personas jóvenes y personas adultas, método de exterminio que fue la base sobre la que se fundó el ejército mexicano. En 1918, operó en Durango y Chihuahua contra los villistas. También fue comandante militar de la zona norte, que comprendía los estados de Chihuahua, Durango, Nuevo León, Coahuila y San Luis Potosí.[cita requerida]
En 1920, se unió al Plan de Agua Prieta como Jefe de la 5.ª. División del Norte. En 1924, fue nombrado subsecretario encargado del Despacho de Guerra y Marina. Siendo ya General de División, ocupó la secretaria de Guerra durante los periodos presidenciales de Plutarco Elías Calles, Emilio Portes Gil y Pascual Ortiz Rubio. Su labor al frente del Ejército, desde 1924 hasta 1931, culminó en su Plan de reorganización de jefes y tropas surgidos de la Revolución, y con la regeneración del ejército implantó la disciplina y la técnica y propagó las actividades deportivas y culturales a través de bibliotecas populares en los cuarteles.[cita requerida]

## Período postrevolucionario
Durante el período de 1931 a 1935 fue director de Educación Militar y del Heroico Colegio Militar. En 1940, fue precandidato presidencial, pero se retiró de la contienda electoral. Al ser expulsado Plutarco Elías Calles del país, se le concedió una licencia ilimitada en el ejército. En 1943, llevó a cabo un estudio titulado “Problemas de nuestra Defensa Nacional”.[cita requerida]

## Escuela Superior de Guerra
Fue el fundador de la Escuela Superior de Guerra, que se localiza al sur de la Ciudad de México, en San Jerónimo Lídice. A partir de la creación de este plantel, se dio inicio a la profesionalización de los mandos en las Fuerzas Armadas, lo que ha permitido contar con militares preparados en la ciencia y arte de la guerra y la generación de una doctrina que gobierne la actuación de las tropas. La Escuela Superior de Guerra inició sus actividades con el Curso de Estado Mayor el 15 de abril de 1932, en las instalaciones del antiguo Colegio Militar de Popotla, y fue su creador el propio Joaquín Amaro Domínguez, a quien se le confió la profesionalización del Ejército postrevolucionario. El objetivo fue impartir a los jefes y oficiales del Ejército los conocimientos militares de carácter superior que los capaciten para el servicio de los Estados Mayores y para el Ejercicio del Mando. El teniente coronel de Estado Mayor Luis Alamillo Flores, primer militar del Ejército Mexicano con estudios de Estado Mayor, realizados en Francia, colaboró en la redacción de los planes y programas de estudio y posteriormente fue el Primer Director del Plantel.[cita requerida]
El 17 de julio de 1933, la Escuela Superior de Guerra se instaló en "Los Muros Blancos" de San Jerónimo, y desde entonces continúa realizando su labor educativa.[cita requerida]
En 1935, egresa la primera promoción, llamada "de la Revolución", con un total de 14 Oficiales de Estado Mayor, quienes respondían plenamente a las necesidades de la época, contribuyendo en los diferentes niveles de mando y como colaboradores y asesores de los escalones superiores, tanto en tiempo de paz como en tiempo de guerra.[cita requerida]
Falleció en Pachuca, capital del estado de Hidalgo, el 15 de marzo de 1952. Fue sepultado en el Panteón Francés.[cita requerida]